# 몬모릴로나이트

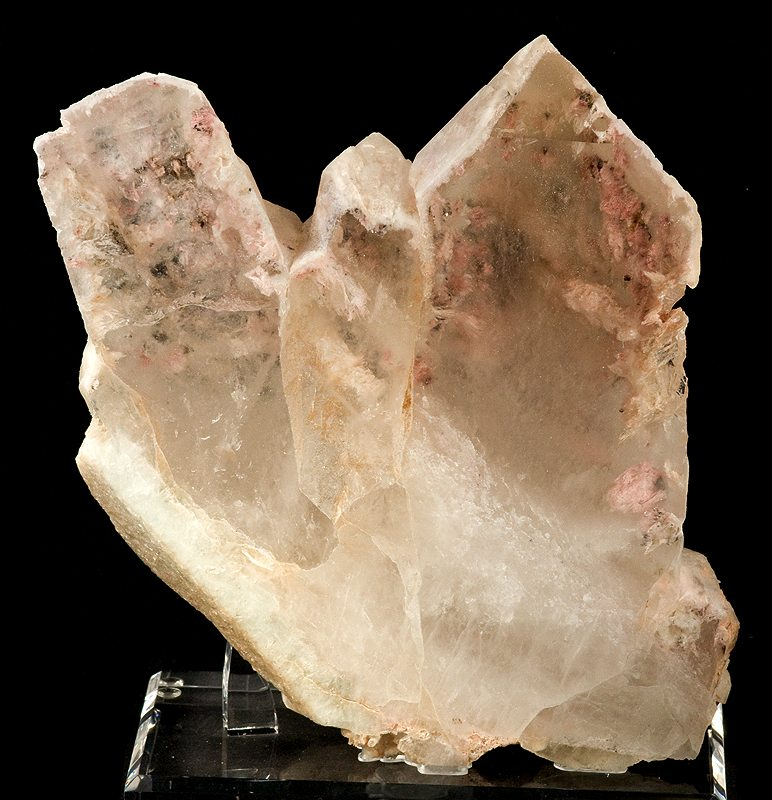

몬모릴로나이트(Montmorillonite)는 점토광물의 일종으로 단사결정의 결정체이며, 균질의 미세한 박편으로 되어있다. 화성암과 변성암의 풍화물이며, 특히 장석의 풍화에 의하여 생성된다.